# Pristava pod Rako
Pristava pod Rako – wieś w Słowenii, w gminie Krško. W 2018 roku liczyła 13 mieszkańców.